# Bognár Évi
Bognár Évi (Budapest, 1977. május 23.) magyar énekesnő.

## Életpályája
Az általános iskolai évek alatt figyeltek fel szép hangjára. Iskolai énekversenyeket nyert meg. Az Óvónői és Pedagógiai Szakközépiskola lányosztályában érettségizett. A középiskola után a Budapesti Tanítóképző Főiskola óvodapedagógus szakán diplomázott.
1996-tól a Baby Sisters együttes tagja. A Baby Sisters 2001-es felbomlása után egy időre eltűnt a közéletből. Még ugyanebben az évben elfogadta a Playboy magazin felkérését egy fotósorozat elkészítéséhez. 2003-ban az FHM magazinban szerepelt. Első és máig egyetlen szólóalbuma is ebben az évben jelent meg.

## Albuma
- Hyberálom (2003)[1]